# Kaple svatého Jana Nepomuckého a Panny Marie s kamenným křížem (Bražná)

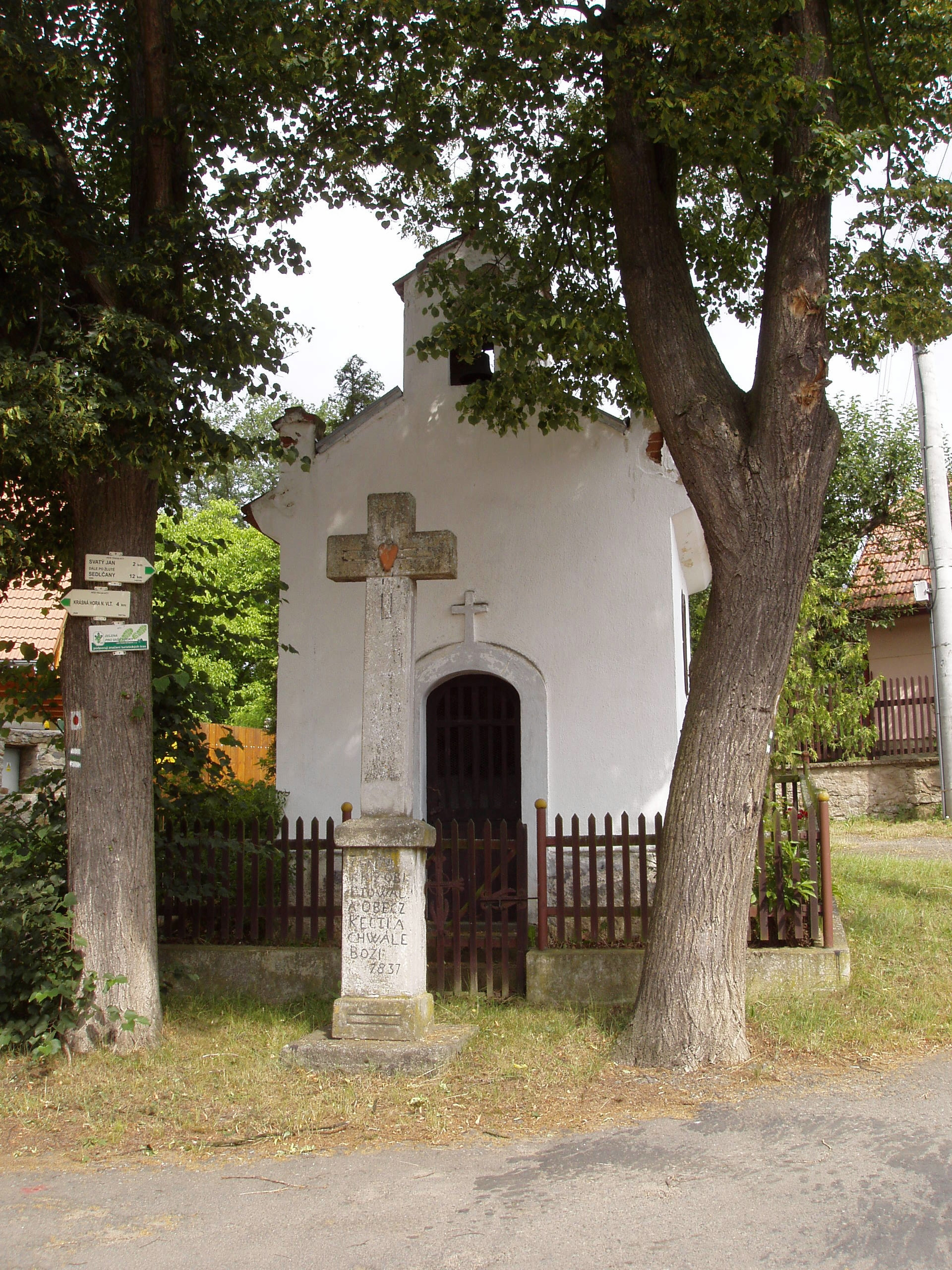
Kaplička a kamenný křížek v Bražné

Kaple svatého Jana Nepomuckého a Panny Marie s kamenným křížem stojí na návsi v Bražné. Je z roku 1852, z téhož roku byl i původní zvonek. 
Kaplička v Bražné je stavebně a umělecky méně významná, ale má své místo v srdcích místních věřících. V 90. letech 20. století byla obnovena a po svém obnovení zasvěcena podle tradice sv. Janu Nepomuckému a Panně Marii. U této kapličky se často místní věřící modlili za obnovu duchovních tradic vesnice.  Vnitřní vybavení kapličky je obnovené, po nedávné[kdy?] krádeži sošky sv. Jana Nepomuckého z 19. století sem byla dána novější (a méně cenná) náhrada. Kromě malé sošky sv. Jana byl v kapličce uchováván odlitek hlavy sochy Panny Marie ze staroměstského mariánského sloupu. V roce 2007 byla poblíž kapličky umístěna socha Panny Marie Neposkvrněné z umělého kamene napodobujícího pískovec, která je odlitkem sádrové rekonstrukce podoby zničené sochy ze Staroměstského náměstí v Praze. 
Pod dojmem toho, jak byla tato kaplička v Bražné v 90. letech 20. století obnovena, jak se u ní sloužily bohoslužby a věřící při svých večerních modlitbách u ní zvonili, byla nedaleko v Brzině postavena podobná, úplně nová kaplička (ve tvaru miniaturní rotundy) se zvonkem v malé lucerničce nahoře.
Starší než kaplička je kamenný křížek datovaný rokem 1837 (nebo 1831?), který na návsi stál už v roce 1839, kdy je zaznamenán na nejstarší katastrální mapě Bražné. Podle zakreslení křížku na této mapě se zdá, že původně stával o něco jižněji, přibližně v místech pozdější velké lípy (dnes už je poražena a nahrazena novou), a teprve po postavení kapličky a asi i v souvislosti s úpravou silnice byl přesunut těsně před kapličku, mezi dvě asi tehdy právě vysazené lípy. Křížek nese nápis v naivním venkovském pravopise: „Tento kriz obietowala obecz kecti a chwále bozi 1837“. 